# Давыдов, Алексей Павлович
Алексей Павлович Давыдов (12 февраля 1826 — 18 ноября 1904) — русский изобретатель в области минного и артиллерийского морского вооружения и электроавтоматики.

## Биография
Родился в поместье Муравьёво Ржевского уезда Тверской губернии в семье капитан-лейтенанта в отставке Павла Давыдова. Окончил Московский университет (1847) и поступил на службу на Балтийский флот.
В 1854 году Давыдовым был разработан проект и изготовлен образец ударно-механической мины, которая через три года успешно прошла испытания. В 1854 разработал и изготовил ударно-механическую мину, которая в 1857 успешно прошла испытания. В 1859 была испытана другая мина — электромагнитного действия. В 1863 изобрёл электромагнитное «реле-соединитель», которое резко повысило боевые качества электромагнитных мин. В 1867 испытывалась разработанная им первая в мире электроавтоматическая централизованная система стрельбы корабельной артиллерии. В неё входили: «гальванический индикатор», учитывающий влияние хода и маневрирования корабля, «гальванический кренометр» для управления вертикальной наводкой орудий и электромагнитные устройства сигнализации и синхронной связи. В 1870 Давыдов представил своё изобретение на рассмотрение комиссии морского ведомства. Но только в 1876 морской технический комитет, узнав о попытках введения «электрической пальбы» в иностранных флотах, одобрил систему приборов Давыдова. В 1877 она была принята на вооружение и ею было оборудовано несколько десятков боевых кораблей Балтийского и Черноморского флотов. Боевое применение система Давыдова нашла в ходе боя парохода «Веста» с турецким броненосцем «Фетхи-Буленд» 11 июля 1877 года («Веста» была оборудована этой системой). В 1877—1881 Давыдов изобрел силовую следящую систему для автоматической наводки орудий. Давыдову также принадлежат другие изобретения и усовершенствования в области минного дела, прицелов и приборов автоматической стрельбы.